# Bakaiku
Bakaiku (spanisch Bacáicoa) ist eine Gemeinde (Municipio) in Navarra in Spanien mit 340 Einwohnern (Stand: 2024).

## Geografie
Bakaiku liegt etwa 45 Kilometer westnordwestlich von Pamplona (Iruña) in einer Höhe von ca. 520 m in der baskischsprachigen Zone Navarras. Die Autovía A-10 durchquert die Gemeinde. 

## Bevölkerungsentwicklung
| Jahr        | 1900 | 1950 | 1970 | 1981 | 1991 | 2001 | 2011 | 2021 |
| ----------- | ---- | ---- | ---- | ---- | ---- | ---- | ---- | ---- |
| Einwohner   | 496  | 434  | 379  | 352  | 358  | 362  | 340  | 353  |
| Quelle: INE |      |      |      |      |      |      |      |      |

## Sehenswürdigkeiten
- Johannes-der-Täufer-Kirche
- Marinenkapelle
- Jakobuskapelle
- Benediktskapelle

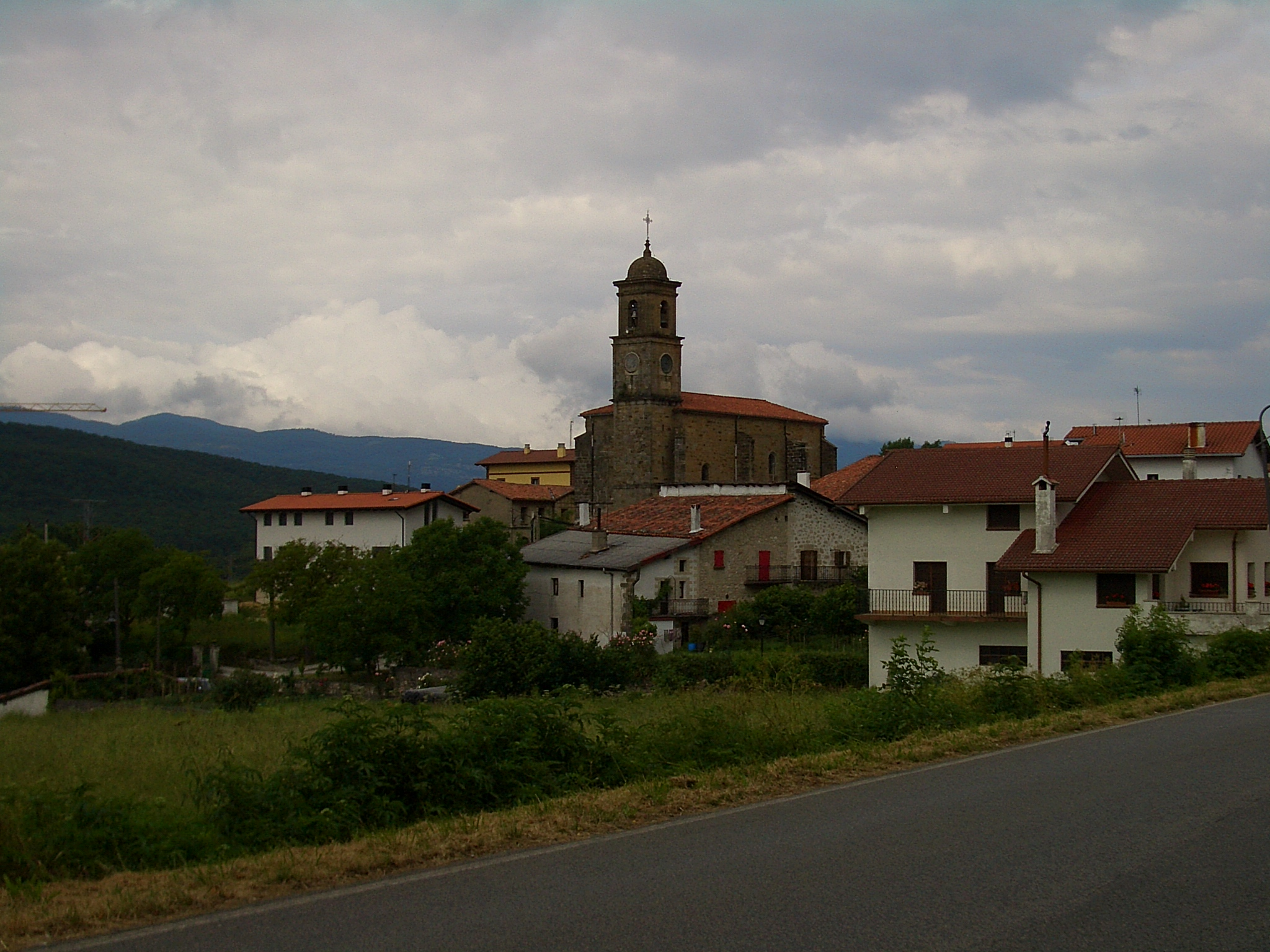
Johannes-der-Täufer-Kirche im Dorfzentrum
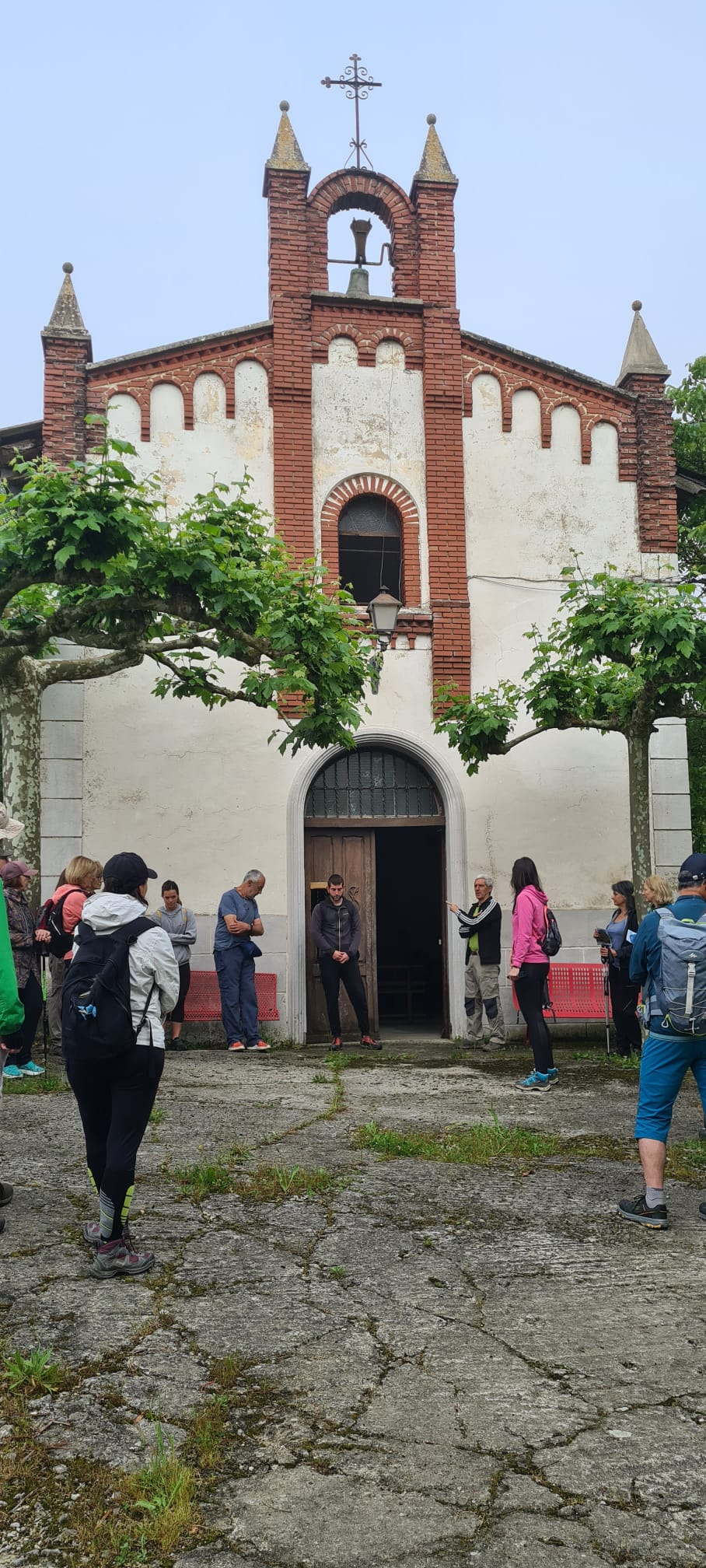
Jakobuskapelle

## Persönlichkeiten
- Juan Martín de Goicoechea (1732–1806), Unternehmer